# Pedro Martínez (Baseballspieler)
Pedro Martínez (* 25. Oktober 1971 in Manoguayabo, Dominikanische Republik) ist ein ehemaliger dominikanischer Baseballspieler. Er galt im Jahr 2006 als bestbezahlter Pitcher der Welt. Für die Saisons 2005 bis 2008 soll er insgesamt 56 Mio. Dollar erhalten haben.
Er wanderte mit seiner Familie in die Vereinigten Staaten aus und pitchte zum ersten Mal in der Major League Baseball (MLB) für die Los Angeles Dodgers.

## Biografie
Er gewann dreimal in seiner Karriere den Cy Young Award als bester Pitcher der American League (1999 und 2000) bzw. der National League (1997), sowie einmal die Triple Crown (1999). Martinez spielte außerdem achtmal im All-Star Game. 2004 gewann er mit den Boston Red Sox die World Series. Aufgrund eines Muskelfaserrisses in der linken Wade im September 2006 musste Martínez acht Monate verletzt pausieren und verpasste so sowohl die Playoffs 2006 als auch die erste Saisonhälfte 2007. Zur Saison 2009 wechselte Martínez für ein Jahr zu den Philadelphia Phillies. Für die Saison 2010 unterschrieb er keinen Vertrag, gab aber bekannt, 2011 wieder spielen zu wollen. Im Dezember 2010 erklärte Martinez einem Reporter der Zeitung El Día „Ich bin dabei zu begreifen, wie es ist, ein Jedermann zu sein... Es ist so wunderbar, dass ich zum Profi-Baseball nicht zurückkehren möchte... aber ehrlich gesagt weiß ich noch nicht, ob ich meine Karriere zum jetzigen Zeitpunkt beenden werde.“ Der Pitcher erhielt zwar während der Off-Season einige Anfragen, unterschrieb jedoch bei keinem Team für die Saison 2011. Am 4. Dezember 2011 gab er schließlich seinen offiziellen Rücktritt bekannt. Im Jahr 2015 wurde er Mitglied der Baseball Hall of Fame, als einer der dominierenden Pitcher der Jahrtausendwende. Im selben Jahr ehrten ihn die Red Sox, indem sie seine Rückennummer 45 sperrten: Martínez wurde der erste Spieler, der mit nur sieben Jahren Einsatzzeit für die Red Sox (normalerweise sind min. 10 Jahre nötig) auf diese Weise ausgezeichnet wurde.

## Wurftechnik
Martínez war für seinen Changeup bekannt, den er häufig benutzte, um seine Gegner zum Strikeout zu bringen. Nach mehreren Operationen an seinem Wurfarm büßte sein Fastball an Geschwindigkeit ein, dies kompensierte er durch seine Kontrolle über die sogenannten „Breaking Balls“ (Slider, Curveball) sowie den „Offspeed Pitches“ (Circle Changeup, Forkball). Martínez galt als einer der besten Pitcher seiner Generation, obwohl er nie einen No-Hitter warf: 1994 verlor er ein Perfect Game im 8. Inning, als er mit einem wilden Pitch einen Batter traf; 1995 war er sogar einmal über neun Innings perfekt, doch da das Spiel 0:0 stand, ging es in die Verlängerung, wo er beim 28. Batter einen Hit kassierte; 2000 schließlich verlor er einen No-Hitter im 9. Inning.